# Жеймо, Янина Болеславовна
Яни́на Болесла́вовна Жеймо́ (пол. Janina Żejmo; 16 [29] мая 1909, Волковыск, Гродненская губерния — 29 декабря 1987, Варшава) — советская киноактриса.

## Биография
Родилась 16 (29) мая 1909 года в Волковыске (ныне Гродненская область, Беларусь) в семье цирковых артистов. Отец — польский дворянин Жозеф Болеслав Жеймо (умер в 1923), мать — полька — Анна Констанция Лозинская. С трёхлетнего возраста Янина выступала в цирке — наездницей, гимнасткой, балериной и музыкальным эксцентриком. В 1925—1927 годах работала на эстраде.
Снималась в кино с 1925 года. Окончила в 1929 году мастерскую ФЭКС в Ленинграде.
Николай Олейников с Евгением Шварцем на юбилее Жеймо в 1934 году сочинили шуточное стихотворение, которое начиналось так:
От Нью-Йорка и до Клина
На устах у всех клеймо
Под названием Янина
Болеславовна Жеймо.
Актриса киностудии «Ленфильм». Популярность Янине принесли фильмы «Разбудите Леночку» (1934), «Подруги» (1935) и «Враги» (1938). В 1939 году за исполнение ролей в этих фильмах получила орден «Знак Почёта».
Во время Великой Отечественной войны находилась в Ленинграде во время его блокады. Жила с 1939 по 1949 год с семьёй в доме для сотрудников «Ленфильм» по адресу: Малая Посадская, дом 4А.
Широкую известность актрисе принесла роль Золушки в послевоенном одноимённом фильме Н. Н. Кошеверовой.
Актриса отличалась хрупким девическим телосложением, её рост был менее 148 см, размер ноги 31. До 40 лет Жеймо выглядела юной девушкой. Это определяло её амплуа травести:

— Моя внешность — структура лица, маленький рост — определили амплуа: всю жизнь я играла девчонок-подростков. Был успех, очень большой… Когда я играла Золушку, мне было 37 лет, а героиня была ровесницей моей дочери.
— Янина Жеймо. Из интервью.
С 1949 по 1956 год — актриса Театра-студии киноактёра.
В 1957 году с третьим мужем, польским режиссёром Леоном Жанно, уехала в Польшу, жила в основном в Варшаве, часто бывала в Советском Союзе.
Скончалась от инфаркта 29 декабря 1987 года в Варшаве, гроб с телом был привезён в Москву. Похоронена, согласно завещанию, на Востряковском кладбище (98 участок).

## Семья
Первый муж — Андрей Костричкин (1901—1973), актёр. Развелись в 1932 году. Родившаяся в браке дочь Янина Костричкина (1930—2023), работала переводчиком к русскоязычным версиям дублированных фильмов. Внучка Янина Евгеньевна Костричкина работала переводчиком вместе с матерью.
Второй муж — Иосиф Хейфиц (1905—1995), кинорежиссёр. Родившийся в браке сын Юлий Жеймо (до 16 лет — Хейфиц), польский кинооператор.
Третий муж — Леон Жанно (1908—1997), польский сценарист и кинорежиссёр.

## Творчество

### Театр
Театр-студия киноактёра
- 1948 — «Машенька» по А. Н. Афиногенова — Машенька

### Фильмография

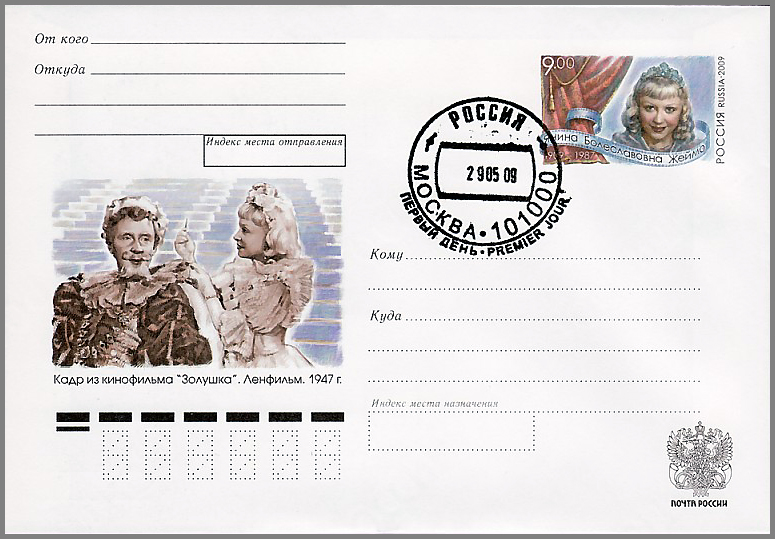
Янина Жеймо (Золушка) и Эраст Гарин (король) на конверте почты России 2009 года

- 1925 — Мишки против Юденича — мальчишка (эпизод)
- 1926 — Чёртово колесо — девушка из шпаны
- 1926 — Шинель — подручная портного
- 1926 — Братишка — девочка из гаража
- 1927 — С. В. Д. — цирковая наездница
- 1927 — Чужой пиджак — Гулька
- 1929 — Голубой экспресс — китайская девушка[10]
- 1929 — Новый Вавилон — Тереза
- 1929 — Дорога в мир — героиня в детстве
- 1930 — Двадцать два несчастья — Манька
- 1931 — Одна — Молодая учительница
- 1931 — Человек из тюрьмы — судомойка
- 1932 — Ищу протекции — студентка
- 1933 — Моя Родина — Оля
- 1934 — Песня о счастье — Анук
- 1934 — Разбудите Леночку — Леночка
- 1935 — Горячие денёчки — Кика
- 1935 — Подруги — Ася
- 1936 — Леночка и виноград — Леночка
- 1938 — Враги — Надя
- 1939 — Шёл солдат с фронта — Фроська
- 1939 — Доктор Калюжный — Ольга
- 1941 — Приключения Корзинкиной — Корзинкина, билетный кассир вокзала
- 1942 — Боевой киносборник № 12 — Танька (новелла вторая — «Ванька»)
- 1942 — Белорусские новеллы (новелла первая — «Пчёлка») — Пчёлка
- 1943 — Два бойца — медсестра
- 1943 — Март-апрель — Катя Веселова
- 1943 — Мы с Урала — Вера
- 1943 — Юный Фриц — Гертруда, девочка, попавшая в гестапо
- 1947 — Золушка — Золушка
- 1954 — Два друга — мать Кости Шишкина

### Озвучивание
- 1957 — Снежная королева — девочка Герда

### Дублирование
- 1948 — У стен Малапаги
- 1952 — Рим в 11 часов
- 1953 — Жюльетта
- 1954 — Папа, мама, служанка и я — Катрин Лизерэ (Николь Курсель)
- 1966 — Большая прогулка — Хозяйка отеля

## Награды
- Орден «Знак Почёта» (01.02.1939) — за исполнение роли Аси в фильме «Подруги» (1935) и роли Нади в фильме «Враги» (1938)